# 보성 마천석교비
보성 마천석교비(寶城 磨川石橋碑)는 대한민국 전라남도 보성군에 있는 비석이다. 2017년 9월 7일 전라남도의 유형문화재 제333호로 지정되었다.

## 참고 문헌
- 보성 마천석교비 - 국가유산청 국가유산포털